# Шорт-трек на зимних Олимпийских играх 2022 — 1000 метров (женщины)
Соревнования по шорт-треку среди жунщин на дистанции 1000 метров на зимних Олимпийских играх 2022 прошли 9 и 11 февраля в Национальном конькобежном стадионе. В соревновании приняли участие 32 спортсменки представляющие 14 НОК. Квалификация на Игры осуществлялась по итогам четырёх этапов Кубка мира 2021/2022.
Олимпийской чемпионкой 2018 года являлась нидерландская конькобежка Сюзанне Схюлтинг. Она вновь выиграла золото.
Ханне Десмет принесла Бельгии первую в истории олимпийскую медаль в шорт-треке.

## Медалисты
| Золото                      | Серебро                        | Бронза               |
| Сюзанне Схюлтинг Нидерланды | Чхве Мин Джон Республика Корея | Ханне Десмет Бельгия |

## Расписание
Время местное (UTC+8)
| Дата       | Время | Раунд                         |
| ---------- | ----- | ----------------------------- |
| 9 февраля  | 19:00 | Квалификация                  |
| 11 февраля | 19:00 | Четвертьфинал Полуфинал Финал |

## Рекорды
До начала зимних Олимпийских игр 2022 года мировой и олимпийский рекорды были следующими:
| Мировой рекорд     | Сим Сок Хи (KOR)    | 1:26,661 | Калгари | 21 октября 2012 |
| Олимпийский рекорд | Валери Мальте (CAN) | 1:28,771 | Сочи    | 18 февраля 2014 |

## Результаты

### Квалификация
В квалификационном раунде участвуют 32 спортсменки, разделённые на 8 забегов по 4 конькобежки в каждом. В следующий раунд соревнований выходят по 2 лучших спортсменки из каждого забега.

#### Забег 1
| Место | Спортсмен       | Страна           | Время    | Примечание |
| ----- | --------------- | ---------------- | -------- | ---------- |
| 1     | Чхве Мин Джон   | Республика Корея | 1:28,053 | Q          |
| 2     | Сельма Паутсма  | Нидерланды       | 1:28,115 | Q          |
| 3     | Анна Вострикова | ОКР              | 1:28,115 | q          |
| 4     | Кэтрин Томсон   | Великобритания   | 1:30,037 |            |

#### Забег 2
| Место | Спортсмен        | Страна     | Время       | Примечание |
| ----- | ---------------- | ---------- | ----------- | ---------- |
| 1     | Сюзанне Схюлтинг | Нидерланды | 1:27,292 OR | Q          |
| 2     | Хань Юйтун       | Китай      | 1:27,401    | Q          |
| 3     | Коринн Стоддард  | США        | 1:27,528    | q          |
| 4     | Сионэ Каминага   | Япония     | 1:28,465    |            |

#### Забег 3
| Место | Спортсмен        | Страна     | Время    | Примечание |
| ----- | ---------------- | ---------- | -------- | ---------- |
| 1     | Цюй Чуньюй       | Китай      | 1:30,342 | Q          |
| 2     | Ксандра Велзебур | Нидерланды | 1:30,454 | Q          |
| 3     | Гвендолин Доде   | Франция    | 1:31,734 |            |
| 4     | Жофия Конья      | Венгрия    | No Time  |            |

#### Забег 4
| Место | Спортсмен         | Страна    | Время    | Примечание |
| ----- | ----------------- | --------- | -------- | ---------- |
| 1     | Арианна Фонтана   | Италия    | 1:30,066 | Q          |
| 2     | Сумирэ Кикути     | Япония    | 1:30,154 | Q          |
| 3     | Ольга Тихонова    | Казахстан | 1:56,438 |            |
|       | Софья Просвирнова | ОКР       | —        | PEN        |

#### Забег 5
| Место | Спортсмен  | Страна           | Время    | Примечание |
| ----- | ---------- | ---------------- | -------- | ---------- |
| 1     | Мааме Бини | США              | 1:27,859 | Q          |
| 2     | Ли Ю Бин   | Республика Корея | 1:27,862 | Q          |
| 3     | Чжан Чутун | Китай            | 1:27,910 | q          |
| 4     | Ким Бутен  | Канада           | No Time  |            |

#### Забег 6
| Место | Спортсмен    | Страна           | Время    | Примечание |
| ----- | ------------ | ---------------- | -------- | ---------- |
| 1     | Кортни Саро  | Канада           | 1:27,798 | Q          |
| 2     | Ханне Десмет | Бельгия          | 1:27,836 | Q          |
| 3     | Ким А Ран    | Республика Корея | 1:28,680 |            |
| 4     | Юки Кикути   | Япония           | 1:28,764 |            |

#### Забег 7
| Место | Спортсмен             | Страна  | Время    | Примечание |
| ----- | --------------------- | ------- | -------- | ---------- |
| 1     | Наталия Малишевская   | Польша  | 1:29,610 | Q          |
| 2     | Екатерина Ефременкова | ОКР     | 1:29,734 | Q          |
| 3     | Элисон Чарльз         | Канада  | 1:29,863 | ADV        |
|       | Тифани Юо-Маршан      | Франция |          | PEN        |

#### Забег 8
| Место | Спортсмен          | Страна  | Время    | Примечание |
| ----- | ------------------ | ------- | -------- | ---------- |
| 1     | Кристен Сантос     | США     | 1:28,237 | Q          |
| 2     | Петра Ясапати      | Венгрия | 1:28,392 | Q          |
| 3     | Синтия Машитто     | Италия  | 1:28,471 |            |
| 4     | Камила Стормовская | Польша  | 1:28,567 |            |

### Четвертьфинал
В четвертьфинале участвуют 16 спортсменов, разделённые на 4 забега по 4 конькобежца в каждом. В полуфинал выходят по 2 лучших спортсмена из каждого забега.

#### Забег 1
| Место | Спортсмен        | Страна     | Время       | Примечание |
| ----- | ---------------- | ---------- | ----------- | ---------- |
| 1     | Сюзанне Схюлтинг | Нидерланды | 1:26,514 WR | Q          |
| 2     | Ксандра Велзебур | Нидерланды | 1:26,592    | Q          |
| 3     | Коринн Стоддард  | США        | 1:27,912    | q          |
| 4     | Цюй Чуньюй       | Китай      | 1:28,355    |            |
| 5     | Хань Юйтун       | Китай      | 1:31,638    |            |

#### Забег 2
| Место | Спортсмен             | Страна           | Время    | Примечание |
| ----- | --------------------- | ---------------- | -------- | ---------- |
| 1     | Ли Ю Бин              | Республика Корея | 1:29,120 | Q          |
| 2     | Мааме Бини            | США              | 1:29,225 | Q          |
| 3     | Екатерина Ефременкова | ОКР              | 1:29,434 |            |
| 4     | Анна Вострикова       | ОКР              | 1:30,021 |            |
| 5     | Наталия Малишевская   | Польша           | 1:48,908 |            |

#### Забег 3
| Место | Спортсмен       | Страна  | Время    | Примечание |
| ----- | --------------- | ------- | -------- | ---------- |
| 1     | Арианна Фонтана | Италия  | 1:29,324 | Q          |
| 2     | Ханне Десмет    | Бельгия | 1:29,388 | Q          |
| 3     | Кортни Саро     | Канада  | 1:29,450 |            |
| 4     | Чжан Чутун      | Китай   | 1:29,755 |            |
| 5     | Сумирэ Кикути   | Япония  | 1:37,170 |            |

#### Забег 4
| Место | Спортсмен      | Страна           | Время    | Примечание |
| ----- | -------------- | ---------------- | -------- | ---------- |
| 1     | Кристен Сантос | США              | 1:28,393 | Q          |
| 2     | Чхве Мин Джон  | Республика Корея | 1:28,722 | Q          |
| 3     | Петра Ясапати  | Венгрия          | 1:28,786 | q          |
| 4     | Сельма Паутсма | Нидерланды       | 1:29,077 |            |
| 5     | Элисон Чарльз  | Канада           | 1:30,161 |            |

### Полуфинал
В полуфинале участвуют 8 спортсменов, разделённые на 2 забега по 4 конькобежца в каждом. В финал A выходят по 2 лучших спортсмена из каждого забега, остальные конькобежцы отправляются в финал B.

#### Забег 1
| Место | Спортсмен        | Страна           | Время    | Примечание |
| ----- | ---------------- | ---------------- | -------- | ---------- |
| 1     | Сюзанне Схюлтинг | Нидерланды       | 1:28.108 | QA         |
| 2     | Ханне Десмет     | Бельгия          | 1:28.166 | QA         |
| 3     | Ли Ю Бин         | Республика Корея | 1:28.170 | QB         |
| 4     | Мааме Бини       | США              | 1:28.806 | QB         |
| 5     | Петра Ясапати    | Венгрия          | 1:28.827 | QB         |

#### Забег 2
| Место | Спортсмен        | Страна           | Время    | Примечание |
| ----- | ---------------- | ---------------- | -------- | ---------- |
| 1     | Кристен Сантос   | США              | 1:26.783 | QA         |
| 2     | Арианна Фонтана  | Италия           | 1:26.811 | QA         |
| 3     | Чхве Мин Джон    | Республика Корея | 1:26.850 | QA         |
| 4     | Коринн Стоддард  | США              | 1:27.626 | QB         |
| 5     | Ксандра Велзебур | Нидерланды       | 1:27.777 | QB         |

### Финал

#### Финал B
| Место | Спортсмен        | Страна           | Время    | Примечание |
| ----- | ---------------- | ---------------- | -------- | ---------- |
| 1     | Ксандра Велзебур | Нидерланды       | 1:29.668 |            |
| 2     | Ли Ю Бин         | Республика Корея | 1:29.739 |            |
| 3     | Коринн Стоддард  | США              | 1:29.845 |            |
| 4     | Петра Ясапати    | Венгрия          | 1:30.249 |            |
| 5     | Мааме Бини       | США              | 1:30.736 |            |

#### Финал A
| Место | Спортсмен        | Страна           | Время    | Примечание |
| ----- | ---------------- | ---------------- | -------- | ---------- |
| 1     | Сюзанне Схюлтинг | Нидерланды       | 1:28.391 |            |
| 2     | Чхве Мин Джон    | Республика Корея | 1:28.443 |            |
| 3     | Ханне Десмет     | Бельгия          | 1:28.928 |            |
| 4     | Кристен Сантос   | США              | 1:42.745 |            |
|       | Арианна Фонтана  | Италия           | PEN      |            |